# Coupe d'Afrique des vainqueurs de coupe de football 2003
Navigation
Édition précédente
La Coupe d'Afrique des vainqueurs de coupe de football 2003 est la vingt-neuvième de la 2e compétition de plus haut niveau de la CAF. Il s'agit de la dernière édition de la Coupe des coupes de la CAF.
Cette compétition qui oppose les vainqueurs des coupes nationales voit le sacre de l'ES Sahel de la Tunisie, dans une finale qui se joue en deux matchs face aux Nigérians de Julius Berger FC. Il s'agit du second titre dans cette épreuve pour le club, déjà victorieux en 1997. Quant au club de Julius Berger, il perd là sa deuxième finale de cette compétition après celle de 1995, c'est la septième finale perdue par un club nigérian.
À partir de cette année, à la suite des nombreux forfaits enregistrés lors des précédentes compétitions, la CAF décide de mettre en place des sanctions contre les clubs qui abandonnent la compétition en les bannissant trois ans de toute participation continentale. C'est le cas dès cette saison pour deux clubs : Masvingo United de la Zimbabwe, forfait au tour préliminaire et la JS Pobé du Bénin lors du premier tour, qui, à la suite de leur forfait, sont interdits de compétition continentale jusqu'en 2007.
À l'image de ce qui s'est fait dans la zone européenne, la CAF décide d'arrêter la Coupe d'Afrique des vainqueurs de coupes en mettant en place une nouvelle compétition, baptisé Coupe de la confédération de la CAF dès la saison suivante.

## Tour préliminaire
| Équipe 1                 | Résultat | Équipe 2                | Aller | Retour |
| ------------------------ | -------- | ----------------------- | ----- | ------ |
| Anse Réunion FC          | -        | Masvingo United forfait | -     | -      |
| Lesotho Defence Force FC | 3 - 7    | Jomo Cosmos             | 2 - 2 | 1 - 5  |
| Olympique de Moka        | 3 - 2    | AS Fortior              | 3 - 1 | 0 - 1  |
| JS Pobé                  | 2 - 0    | Akokana FC              | 1 - 0 | 1 - 0  |

## Premier tour
| Équipe 1                 | Résultat      | Équipe 2                       | Aller | Retour |
| ------------------------ | ------------- | ------------------------------ | ----- | ------ |
| Kenya Pipeline           | 3 - 3 9-8 tab | Anse Réunion FC                | 2 - 1 | 1 - 2  |
| Mount Cameroun           | 2 - 1         | Akonangui FC                   | 2 - 0 | 0 - 1  |
| Olympique de Moka        | 1 - 3         | Power Dynamos FC               | 1 - 3 | 0 - 0  |
| US Kenya                 | 2 - 9         | APR FC                         | 2 - 1 | 0 - 8  |
| Asante Kotoko            | -             | Mighty Blue Angels disqualifié | -     | -      |
| Étoile du Congo          | 2 - 1         | Atlético Petróleos de Luanda   | 1 - 0 | 1 - 1  |
| Maghreb de Fès           | 2 - 3         | Hafia FC                       | 2 - 0 | 0 - 3  |
| WA Tlemcen               | 2 - 2e        | Al Hilal Benghazi              | 2 - 1 | 0 - 1  |
| Africa Sports            | 3 - 2         | Dynamic Togolais               | 1 - 1 | 2 - 1  |
| Wydad AC T               | 2 - 0         | ASC Nasr de Sebkha             | 2 - 0 | 0 - 0  |
| Baladiyyat El Mahallah   | 4 - 1         | Police FC                      | 4 - 1 | 0 - 0  |
| CD Costa do Sol          | 4 - 0         | Jomo Cosmos                    | 1 - 0 | 3 - 0  |
| Ethiopian Insurance FC   | 0 - 4         | Al Hilal Omdurman              | 0 - 2 | 0 - 2  |
| Julius Berger            | 8 - 0         | US Bitam                       | 4 - 0 | 4 - 0  |
| AS Douanes               | 0 - 3         | Cercle olympique de Bamako     | 0 - 2 | 0 - 1  |
| Étoile sportive du Sahel | -             | JS Pobé forfait                | -     | -      |

## Huitièmes de finale
| Équipe 1               | Résultat | Équipe 2                   | Aller | Retour |
| ---------------------- | -------- | -------------------------- | ----- | ------ |
| APR FC                 | 5 - 1    | Étoile du Congo            | 3 - 0 | 2 - 1  |
| Kenya Pipeline         | 0 - 3    | Power Dynamos FC           | 0 - 2 | 0 - 1  |
| Africa Sports          | 3 - 2    | Hafia FC                   | 1 - 2 | 2 - 0  |
| Baladiyyat El Mahallah | 4 - 2    | Al Hilal Omdurman          | 4 - 2 | 0 - 0  |
| Mount Cameroun         | 4 - 5    | Asante Kotoko              | 2 - 2 | 2 - 3  |
| ES Sahel               | 4 - 2    | Cercle olympique de Bamako | 4 - 0 | 0 - 2  |
| Al Hilal Benghazi      | 2 - 6    | Wydad AC'T'                | 2 - 2 | 0 - 4  |
| CD Costa do Sol        | 2 - 4    | Julius Berger              | 1 - 1 | 1 - 3  |

## Quarts de finale
| Équipe 1               | Résultat | Équipe 2      | Aller | Retour |
| ---------------------- | -------- | ------------- | ----- | ------ |
| Africa Sports          | 1 - 3    | ES Sahel      | 0 - 1 | 1 - 2  |
| Power Dynamos FC       | 2 - 2e   | Wydad AC'T'   | 2 - 1 | 0 - 1  |
| Asante Kotoko          | 2 - 2e   | APR FC        | 2 - 1 | 0 - 1  |
| Baladiyyat El Mahallah | 2 - 4    | Julius Berger | 1 - 1 | 1 - 3  |

## Demi-finales
| Équipe 1      | Résultat | Équipe 2  | Aller | Retour |
| ------------- | -------- | --------- | ----- | ------ |
| ES Sahel      | 3 - 0    | Wydad ACT | 2 - 0 | 1 - 0  |
| Julius Berger | 3 - 2    | APR FC    | 3 - 0 | 0 - 2  |

## Finale
| 15 novembre 2003 | Julius Berger FC    | 2 – 0 | ES Sahel | Gateway Stadium, Abeokuta |
|                  | Eze 7e · Idahor 47e |       |          |                           |

| 7 décembre 2003 | ES Sahel             | 3 – 0 | Julius Berger FC | Stade olympique de Sousse, Sousse |
|                 | Obiakor 2e, 60e, 87e |       |                  |                                   |

## Vainqueur
| Coupe des coupes de la CAF Vainqueur 2003 |
| ----------------------------------------- |
| ES Sahel Deuxième titre                   |